# Cyrtandra ambigua
Cyrtandra ambigua är en tvåhjärtbladig växtart som först beskrevs av Wilhelm B. Hillebrand, och fick sitt nu gällande namn av Harold St.John och Storey (pro. sp.. Cyrtandra ambigua ingår i släktet Cyrtandra och familjen Gesneriaceae. Inga underarter finns listade i Catalogue of Life.